# Дослидное (Житомирская область)
Дослидное (укр. Дослідне) — село на Украине, находится в Любарском районе Житомирской области.
Код КОАТУУ — 1823186403. Население по переписи 2001 года составляет 107 человек. Почтовый индекс — 13122. Телефонный код — 4147. Занимает площадь 2,208 км².

## Адрес местного совета
13122, Житомирская область, Любарский р-н, с.Старая Чертория, ул.Ленина, 75